# アテント
アテント（Attento）は、日本の製紙会社である大王製紙が販売している介護製品である。商品名のアテントは、スペイン語で「思いやりがある、丁寧な」という意味の形容詞「atento」、及び英語の「世話をする、介護する」と言う意味の形容詞「attend」に由来している。

## 概要
アテントは1980年にP&Gサンホーム（現：P&Gジャパン）から発売された。当初は試験的に静岡県で販売されていたが、売れ行きが好調のため、1984年に全国発売に踏み切った。大人用紙おむつでは日本初のブランドでもある。

### 大王製紙へのブランド譲渡
2007年6月14日、経営資源を世界的に生かせる分野にフォーカスするという事業戦略に基づき、P&Gジャパンが「アテント」事業の全般を大王製紙へ譲渡、資産売買契約を締結したことを発表した。契約締結後、両社間での引き継ぎ業務を経て、同年9月1日に正式移管、2日後の9月3日に大王製紙での販売を開始した。
大王製紙はこの「アテント」事業を取得したことにより、大人用紙オムツのカテゴリーでユニ・チャームに次いでシェア2位となった。譲受した製品はブランドロゴの変更は無いものの、パッケージがこれまでの「P&G」から大王製紙の家庭用製品ブランドである「エリエール」に表記変更したほか、2002年に立ち上げた「がんばらない介護生活を考える会」の活動サポートもP&Gジャパンから大王製紙へ継承された。また、大王製紙で以前から発売されていた「テークケア」も併売し、「アテント」との2ブランド体制としていたが、翌年の2008年からラインナップを拡大したことにより、後に「アテント」にブランドを一本化している。
2016年9月にP&Gジャパン時代に変更していた2003年以来13年ぶりにブランドロゴを変更。グラフィックデザイナーの佐藤卓がデザイン開発に携わっており、「アテント」ロゴの下に読みの英字表記（Attento）を追加したほか、これまで統一していたロゴ上部のイラストを製品の対象者毎に異なるイラスト（軽失禁用はイラストなし）に変更した。
また、2021年にはキャンペーンの一環として、「下着爽快プラス 超うす型パンツ」をベースに、必要な情報を裏面に記載しつつ、正面はパンツのフォルムを白い部分で表現し、左上に「Attento」の英字ロゴのみを記載した「かくさないパッケージ」を発表。8月の数量限定での抽選販売を経て、介護の日当日の11月11日からECサイト限定で一般販売を開始。2022年4月にはサイズ・吸収量・枚数といった必要な情報を表面に記載する新デザインに変更のうえ、店頭でも発売された。同年10月21日には「かくさないパッケージ」から発展する形で超うすパンツ・うす型パンツを必要最低限の情報に絞った文字要素とカラフルなイラストで構成された新デザインへ刷新された。
家庭用の他に、白基調と単色の文字要素で構成されたパッケージとした病院・施設向けの業務用もラインナップしている。
なお、日本・韓国・中国・台湾以外の事業についてはP&Gグループが引き続きブランドを保有し、事業展開している。

## 製品一覧

### 市販用

#### 下着用パッド
- ふだんの下着に使えるパッド - 2023年4月発売。従来発売されていた「下着につける尿とりパッド（2010年3月発売）」の後継製品で、パッケージデザインは正面下部をブルーのグラデーションカラーとし、上部に必要最低限の情報（吸収量・サイズなど）のみを記載してシンプル化。剥離フィルムも「エリエール」ロゴ（エアーエンブレム・英字ロゴ付）と英字表記の「attento」ロゴのみにシンプル化され、入数は24枚入りとなった。

#### パンツタイプ
- 超うすパンツ 下着爽快 - 2018年9月に「超うす型パンツ 下着爽快プラス」として発売。2021年10月に立体ギャザーを改良し、全面通気性プラスシートを採用、内側にサイズを印字（印字されている方が後ろ）してリニューアルされ、製品名を「下着爽快プラス 超うす型パンツ」に変更するとともに、サイズ表記を単一表記とし、M〜LサイズをMサイズに、L〜LLサイズをLサイズにそれぞれ変更した（ウエスト適用範囲の変更はなし）。2022年10月にパッケージデザインを全面刷新するとともに、従来品に相当する白の「シンプルホワイト」に加え、ワコールとのコラボカラーである「エレガントピンクベージュ」を追加した2色展開となり、製品名が再度変更された。
- うす型パンツ 下着気分 - 2018年3月に「うす型パンツ 下着安心プラス」として発売。2020年4月に吸収量を従来品の1.5倍となる450cc（1回の排尿量を約150mlとして約3回分）にアップし、ウエスト部分の形状を変更してリニューアルされ、製品名を「下着爽快プラス うす型パンツ 安心の3回吸収」改名するとともに、サイズ表記を単一表記とし、M〜LサイズをMサイズに、L〜LLサイズをLサイズにそれぞれ変更した（ウエスト適用範囲の変更はなし）。2022年10月に吸収量を300cc（1回の排尿量を約150mlとして約2回分）に戻りパッケージデザインを全面刷新するとともに、従来品に相当する白の「シンプルホワイト」に加え、ワコールとのコラボカラーである「エレガントピンクベージュ」を追加した2色展開となり、製品名が再度変更された。
- うす型パンツ 下着気分 ボクサータイプ - 2023年10月発売。大人用紙パンツでは珍しいボクサー形状・スタイリッシュグレーとホワイトのバイカラー仕様としたもの。パッケージデザインは正面右側をイエローとグリーンのグラデーションカラーとなっている。
- うす型さらさらパンツ 通気性プラス - 元々は「うす型パンツ すっきり快適」として発売していたが、2011年3月のリニューアルに伴って「すっきりフィット うす型パンツ」に改名。2015年4月に「引き込みライン（スリット）」を入れてリニューアルし、製品名を「うす型さらさらパンツ」に再度変更。2017年10月のリニューアル時におなか周りに不織布が採用された。2020年4月に全面通気性シートの改良を行ってリニューアルし、製品名が再々変更された。
- うす型さらさらパンツ 長時間 ロング丈プラス - 元々は2008年10月に「超伸縮うす型パンツ」として発売していたが、2010年9月にやわらか素材を採用してリニューアルし、製品名を「股もれブロック うす型パンツ」に改名。2013年9月にパッケージリニューアルして「すきまモレ安心 うす型パンツ」に再改名。2020年4月に吸収量を従来品の2倍となる600cc（1回の排尿量を約150mlとして約4回分）にアップしてリニューアルし、再々改名するとともに、サイズ表記を単一表記とし、M〜LサイズをMサイズに、L〜LLサイズをLサイズにそれぞれ変更した（ウエスト適用範囲の変更はなし）。
- 昼1枚安心パンツ 長時間快適プラス - おなかまわりの糸ゴムと脚まわりの立体ギャザーにピンク色の素材を採用した女性用も設定されている。元々は2008年3月に「長時間パンツ やわらか安心」として発売していたが、2012年9月のパッケージリニューアル時に「長時間パンツ やわらか安心」に改名。2015年11月に吸収体を「ず〜っとさらさら感覚吸収体」に改良してリニューアルし、製品名を「さらさらパンツ 長時間お肌安心」再度変更。また、「アテント」では本品から「エリエール」のブランドロゴが3代目ブランドロゴ（エアーエンブレム・英字ロゴ付）となった。2021年4月に吸収量を10%向上して825cc（1回の排尿量を約150mlとして約5.5回分）とし、「背モレ防止ポケット」を追加、前側とおしり側に伸縮ゴムを追加してリニューアルし、製品名を三度変更するとともに、サイズ表記を単一表記とし、M〜LサイズをMサイズに、L〜LLサイズをLサイズにそれぞれ変更した（ウエスト適用範囲の変更はなし）。昼用だが、吸収量が多いため、夜用としても使用可能。
- 夜1枚安心パンツ パッドなしでずっと快適 - 2018年10月発売。吸収量を「アテント」のパンツタイプ内で最高の1,200cc（1回の排尿量を約150mlとして約8回分）とした製品。夜用だが、長時間交換できない昼間でも使用可能。

#### テープタイプ
- 背モレ・横モレも防ぐうす型スーパーフィットテープ式 - 2017年3月に「背モレ・横モレも防ぐ うす型下着感覚テープ式」として発売。2019年4月に既存の「背モレ・横モレも防ぐテープ式」と同じ水色基調のパッケージデザインへ変更するリニューアルを行い、製品名が変更された。サイズはS-MサイズとLサイズの2サイズ。
- 背モレ・横モレも防ぐテープ式 - 2009年3月に譲受時の製品「アテント（テープタイプ）」に消臭効果を付加して改良し、製品名を「消臭効果付きテープ式 背モレ・横モレを防ぐ」変更。2012年3月に「全面通気性シート」を採用し、テープの素材をプラスチックから不織布に変更した「しっかり止まるピタッとテープ」の採用によりリニューアル。2013年3月にLLサイズを追加発売した。2016年9月のパッケージリニューアルに伴い再び製品名を変更した。

#### パンツ用パッド
- 紙パンツ用パッド 下着気分パッド - 2022年10月発売。「ふだんの下着に使えるパッド」同様、シンプルデザインが採用されており、グリーン基調となる。
- 紙パンツ用さらさらパッド 通気性プラス - 2018年9月に「紙パンツにつける尿とりパッド」に拡散スリットを追加してリニューアルされ、製品名を「紙パンツ用尿とりパッド ぴったり超安心」に改名。2021年4月にパッケージデザインを変更してリニューアルされ、再度製品名が変更された。
  - 2回吸収 - 2013年3月に「紙パンツにつける 尿とりパッド ズレずに安心（2010年3月発売）」をパッケージリニューアルし、製品名を変更。2021年4月のリニューアルに伴い、既存の48枚と64枚を「まとめ買いパック」として移行し、少量パックの36枚を追加して3種類となった。
  - 4回吸収 - 2013年3月発売。2018年4月に「ワンタッチテープ」を追加してリニューアル。
  - 6回吸収 - 2013年3月に「パンツ用尿とりパッド 夜1枚で朝まで安心（2008年3月発売）」をリニューアルし、製品名を変更。2018年4月のリニューアルでは「ワンタッチテープ」を追加。同年9月のリニューアルでは63cmのロングタイプとなった。

#### テープ用パッド
- 尿とりパッド
  - スーパー吸収 - 2009年3月に従来の「尿とりパッド パワフル吸収（2008年3月発売）」に消臭効果を付加してリニューアルし、製品名を変更。
  - 強力スーパー吸収 - 2009年3月に従来の「尿取りパッド 強力パワフル吸収（2008年3月発売）」に消臭効果を付加してリニューアルし、製品名を変更。
- 長時間モレ安心パッド ワイドタイプ 4回吸収 - 2014年4月発売。発売当初は「すき間モレ安心 当て方簡単パッド」として発売されていたが、2016年9月のリブランド・パッケージリニューアルに伴って「長時間1枚安心パッド おしりを包む大判サイズ」へ改名。2019年4月に2本の「スピード吸収スリット」と「お肌ふわさらシート」を採用して再度製品名を変更してリニューアルされ、「背モレ・横モレも防ぐ うす型スーパーフィットテープ式」と連動した色のパッケージデザインとなった。
- 夜1枚安心パッド - 2016年9月にリニューアル。
  - ムレを防いで長時間吸収 4回吸収 - 2011年7月に「夜1枚安心パッド スーパー4回吸収（2009年9月発売）」をリニューアルして製品名を変更。消臭剤を増量したほか、バックシートには製品名を明記したセンターライン入りバックシートになった。2016年9月のリニューアルでは「全面通気性シート」が改良された。
  - モレを防いで朝までぐっすり 6回吸収 - 2011年3月に従来の「おしりすっぽりパッド 1枚で夜もぐっすり（2008年3月に譲受時の製品「おしりすっぽりパッドを改良）」に「ピタッとフィット吸収体」を採用し、バックシートに商品名付センターラインを追加して製品名を変更。2016年9月のリニューアルでは、トップシートが「お肌ふわさらシート」に変更。2019年3月のリニューアルではスリットを股間部の2本に加えておしり側にも1本配置して3本とし、病院・施設向けの「Sケア 夜1枚安心パッド 多いタイプ」と同一の仕様となった。2023年4月に吸収体に貫通スリットが設けられ、パッドの横幅をスリム化、8回吸収と商品名を統一してリニューアルされた。
  - モレを防いで朝までぐっすり 8回吸収 - 2020年9月発売（当初は20枚のみ、翌月に「まとめ買いパック」の28枚を追加）。2023年4月に吸収体に貫通スリットが設けられ、パッドの横幅をスリム化してリニューアルされた。
  - 特に多い方でも朝までぐっすり 10回吸収 - 2011年7月に「パーフェクト夜用パッド 10回吸収モレずに安心（2008年10月発売）」をリニューアルして製品名を変更。消臭剤を増量したほか、バックシートには製品名を明記したセンターライン入りバックシートになった。2016年9月のリニューアルでは、トップシートが「お肌ふわさらシート」に変更された。
  - たっぷり12回吸収で朝まで超安心 12回吸収 - 2017年10月発売。
  - 巻かずに使える男性用 4回吸収 - 2014年9月発売。病院・施設用に発売されている「Sケア 長時間安心パッド ダブルブロックタイプ」を市販用に商品名や入数を変更した男性用テープ式パッド。発売当初は「男性に1枚安心 巻かずに使えるパッド」として発売されていたが、2016年9月にパッケージリニューアルし、「夜1枚安心パッド」のシリーズ品となり商品名が再度変更された。

#### 軟便用パッド
- 軟便も安心パッド - 2008年3月に「お肌安心パッド 軟便モレも防ぐ」として発売。2023年4月に表面シートの改良とバックシートを通気性フィルムに変更してリニューアルされ、商品名が変更された。

#### ケア用品（ウエットタオル）
- 流せるおしりふき - 2009年9月発売。トイレに流せるタイプのおしり用。2013年9月にふたをシートからプラスチックに変更して大型化するリニューアルを行い、既存の「無香料」に加え、「やさしいせっけんの香り」を追加発売した。
- からだふき - 2009年9月発売。からだ用。
- ふきとりぬれタオル - 2009年9月発売。マルチユースタイプ。

### 病院・施設用

#### テープタイプ
- Rケア スーパーフィットテープ
- テープ止めタイプ
- 背モレ・横モレを防ぐ テープ式

#### パンツタイプ
- 長時間さらさらパンツ
- Rケア うす型さらさらパンツ - 2023年10月にリニューアルされた。
- Rケア うす型スーパーフィットパンツ - 2010年9月発売。股下を長くしてボクサー形状としたもの。2023年4月にリニューアルされた。

#### パッドタイプ
- Sケア 軟便安心パッド - 2022年9月に通気性バックシートが採用され、表面シートを改良してリニューアルされた。
- Sケア 前側吸収 おしりさらさらパッド
- Sケア 長時間安心パッド
  - ダブルブロックタイプ - 2014年3月発売。鳥取大学医学部との共同開発により、内側と外側のダブル立体ギャザーと拡散ポケットを採用したテープ用パッド。
  - ワイドタイプ - 「長時間モレ安心パッド ワイドタイプ 4回吸収」の病院・施設向け仕様
- Sケア 夜1枚安心パッド - 2011年1月に「多いタイプ」を発売、同年10月に「ふつうタイプ」と「特に多いタイプ」をリニューアル。2016年3月に「逆戻りブロック吸収体」と「お肌ふんわりタッチシート」を新採用した「ハイグレード多いタイプ」を発売。2023年3月に「10回吸収」と「12回吸収」が追加発売され、その翌月に「ふつうタイプ」・「多いタイプ」・「多いタイプスーパー（「ハイグレード 多いタイプ」から改名）」・「特に多いタイプ」がリニューアルされた。なお、「多いタイプ」は「夜1枚安心パッド モレを防いで朝までぐっすり 6回吸収」、「特に多いタイプ」は「夜1枚安心パッド モレを防いで朝までぐっすり 8回吸収」、「10回吸収」は「夜1枚安心パッド  特に多い方でも朝までぐっすり 10回吸収」、「12回吸収」は「夜1枚安心パッド たっぷり12回吸収で朝まで超安心 12回吸収」の病院・施設向け仕様である。
- Rケア 紙パンツ用尿とりパッド ぴったり超安心 - 「紙パンツ用パッド 下着気分パッド」の病院・施設向け仕様
- 安心パッド スーパー吸収
- 昼安心通気パッド - ふつうタイプ、多いタイプ ワイドロング、特に多いタイプの3種類。
- 両面吸収すきまにピッタリシート - 2010年4月発売。マルチシートタイプのパッド

#### 清拭用品
- Sケア すすぎがいらない洗浄液
- 温められるからだふき

### 製造終了品
- 超伸縮リハビリテープ - テープタイプ
- すきまモレ安心 うす型テープ式
- さらさらパンツ うす型足周りガード
- スポーツパンツ
- うす型さらさらパンツ 通気性プラス 女性用 - お腹周りの糸ゴムと脚まわりの立体ギャザーをピンク色の素材としたもの。「うす型パンツ 下着気分 エレガントピンクベージュ」へ移行のため、2022年10月製造終了。男女兼用は継続発売されている。
- うす型パンツ XLサイズ - 病院・施設用製品。2023年7月製造終了。
- 長時間パッド 長時間安心
- 夜用パッド 夜1枚安心
- 尿とりパッド パンツ用らくらく交換 - パンツ用尿とりパッド
- 下着につける尿取りパッド - 2010年3月発売。2013年3月にはアンモニア臭と汗臭に対する消臭効果を付与した「ダブル消臭」が追加発売された。「ふだんの下着に使えるパッド」の発売に伴い、2023年4月製造終了。
- さらさら安心パッド - 軽い尿もれ用パッド。リニューアル・ブランド移行を経て「さら肌パッド」が実質的な後継製品となった。
- コットン100%自然素材パッド - 2016年9月発売。軽い尿もれ用パッド。2020年4月に表面シートを2層構造に変更し、コットン層の下に「液戻りブロック層」を新たに配置してリニューアルされた。2022年4月に全面リニューアルされた「ナチュラ」へのブランド統合に伴い終売。安心少量（35cc）と快適中量（55cc）は吸収量を30ccと50ccに変更し、「ナチュラ さら肌さらり コットン100% よれスッキリ吸水ナプキン」へ移行された。
- さら肌パッド - 2014年9月に「ナチュラ 快適さらり安心パッド」から「ナチュラ さら肌パッド」にリニューアル。2016年9月のパッケージリニューアルに伴って「アテント」ブランドに移行したことで、2009年3月に「さらさら安心パッド」が製造終了以来、「アテント」ブランドの吸水パッドは約7年半ぶりの発売となったが、「コットン100%自然素材パッド」同様、2022年4月に全面リニューアルされた「ナチュラ」へのブランド統合に伴い終売。安心少量用（35cc）は「ナチュラ よれスッキリ吸水ナプキン 20.5cm 30cc」へ、快適中量用（55cc）は「ナチュラ よれスッキリ吸水ナプキン 24cm 50cc」へ、安心中量用（85cc）は「ナチュラ よれスッキリ吸水ナプキン 26cm 85cc」へ、多い時も安心（130cc）は「ナチュラ さら肌さらり 超吸収さらさら吸水パッド 29cm 130cc」へ、 多い時・長時間も安心（180cc）は「ナチュラ さら肌さらり 超吸収さらさら吸水パッド 33cm 180cc」へ、 特に多い時・長時間も安心（210cc）は「ナチュラ さら肌さらり 超吸収さらさら吸水パッド 36cm 210cc」へそれぞれ移行された。

### 旧：P&Gの商品関連
- コーラック - 1997年に大正製薬に事業譲渡された便秘薬。元々は日本ヴィックス→P&Gヘルスケア→マックスファクター（P&Gヘルスケア事業部）の商品だった。
- ミルトン (哺乳びん消毒液) - 1998年に杏林製薬に事業譲渡された哺乳瓶用消毒液。P&Gヘルスケア（旧：日本ヴィックス）の製品。
- ミューズ (石鹸) - 2008年にレキットベンキーザー・ジャパンに事業譲渡された薬用石鹸。元々はP&Gの日本法人の母体の1つだったミツワ石鹸の製品であり、アテントと同様、P&Gグループでの日本国内のみ販売されていた商品の1つだった。
- ヴイックス メディケイテッド ドロップ - 2002年に大正製薬に事業譲渡されたのど治療薬。P&Gヘルスケア（旧：日本ヴィックス）の主力製品で、P&Gヘルスケア時代の名称は「ヴィックス コフドロップ」だった。
- ヴイックスヴェポラッブ - 2002年にヴィックスドロップと同様に、大正製薬に事業譲渡された塗布風邪薬。P&Gヘルスケア（旧：日本ヴィックス）の製品。
- プリングルズ - 2012年にケロッグに事業譲渡されたポテトチップス。日本でも現在は日本ケロッグが販売している。